# Brložský potok (vattendrag i Tjeckien, lat 48,90, long 14,30)
Brložský potok är ett vattendrag i Tjeckien. Det ligger i den sydvästra delen av landet, 130 km söder om huvudstaden Prag.